# Демократія в Америці
Демократія в Америці (фр. De La Démocratie en Amérique) — класичне дослідження американської політики і демократичного устрою, яке написав Алексіс де Токвіль в двох томах, перший 1835 р., другий 1840 р.
У 1831 році Токвіль та  Густав де Бомон отримали доручення від французького уряду дослідити американську пенітенціарну систему. Прибувши у Нью-Йорк у травні, вони 9 місяців мандрували Сполученими Штатами, досліджуючи американські тюрми. Втім для Токвіля це був привід глибше дослідити, як працює американське суспільство. Головним результатом цього став перший том «Демократії в Америці» (1835), що здобув загальне схвалення, зокрема в самих США, як перше фундаментальне дослідження щодо американських демократичних інститутів.

## Зміст

### Історичний поступ рівності суспільних умов
Демократія для Токвіля — це рівність суспільних умов. Вона є центральним фактом, через який можна розуміти всі інші умови його часу. Рух до рівності є загальновизнаним, але ще не всі усвідомлюють його наслідки. Токвіль подає короткий історичний екскурс у те, як поширювалась рівність у європейських суспільствах попередніх семи століть. Хоч деякі люди схильні його недооцінювати, цей рух до демократії буде продовжуватись і його не можуть спинити зусилля окремих людей. Нова політична наука потрібна в нових унікальних суспільних умовах. Демократизація Франції відбувалася бурхливо і привела суспільство у стан нестабільності; для розуміння того, як повинна працювати розвинена демократія, знадобиться американський приклад. Автор знаходить негативні моменти в занепаді традиційного вищого класу, аристократії, втім загалом оцінює позитивно переваги, які з’являються за демократичного ладу: матеріальне процвітання і суспільний спокій.

### Вплив «точки відліку»
Токвіль стверджує про відчутний вплив «точки відліку» (point of departure) на подальшу долю народів. Перші американські колоністи розмовляли однією мовою, мали розвинені політичні уявлення. Рівності сприяло те, що аристократія не мала шансу зародитись. Важлива була пуританська релігія, «такою ж мірою політична теорія як і релігійна доктрина». Токвіль багато цитує законодавство Массачусетсу і Коннектикуту часів перших поселенців з жорсткими покараннями за віру в інших богів, адюльтер чи флірт, відьомство, невідвідання церкви. При цьому закони не нав’язані, а прийняті за згодою самого населення. Міське самоуправління також розвивалось в Америці практично одразу після заснування. У випадку Америки дух релігії прямо сприяв духові свободи. За Токвілем, загальновизнані релігійні принципи встановлюють межі, в яких відбувається активне політичне життя і можливі експерименти.

### Політична роль судів
Американські суди можуть оголосити закон неконституційним, і в цьому виражається їхня політична роль. Ця можливість судової гілки накладає обмеження на діяльність законодавчого органа і є «одним з найсильніших бар’єрів» проти випадків зловживання владою. Для американців і англійців здається природним, що всі громадяни мають право звинуватити державних службовців у суді. Хоч це і відбувається рідко, сама така можливість робить їх більш підзвітними. Так американські закони забезпечують неминучість покарання, при цьому саме покарання може бути м’якшим.  Натомість у конституції Франції 8-го року республіки забороняється судовий розгляд діяльності державних службовців. Цим має займатися Державна рада (Conseil d’État), яка не є судовим органом і прямо залежна від короля.